# Gonystylus borneensis
Gonystylus borneensis är en tibastväxtart som först beskrevs av Philippe Édouard van Tieghem, och fick sitt nu gällande namn av Ernest Friedrich Gilg. Gonystylus borneensis ingår i släktet Gonystylus och familjen tibastväxter. Inga underarter finns listade i Catalogue of Life.